# Tempête tropicale Talas (2011)
Pour les articles homonymes, voir Talas.
La tempête tropicale sévère Talas  (désignation internationale: 1112, désignation JTWC: 15W) est une tempête tropicale apparu le 23 août 2011 et dissipé le 5 septembre 2011. Ce système avait été classé comme un typhon lors de son passage mais une réanalyse des données par l'agence météorologique du Japon (JMA) a permis de le ramener au niveau de tempête tropicale sévère. Le nom Talas vient du tagalog et veut dire net ou coupant.
La tempête a fait plus de cent morts et disparus au Japon,. Venant seulement 5 mois après le tsunami qui a frappé la côte de Tōhoku, Talas a donné des pluies diluviennes qui ont causé des inondations et emporté des routes. Le taux d'accumulation maximale a été de 66,5 mm/h. Quelque 3 200 personnes ont dû être évacuée dans 16 préfectures, 700 maisons ont été complètement inondées et 9 500 ont été privées d'électricité. Plus de 400 vols ont été annulés, affectant 34 000 voyageurs.